# Leone Rakaroi
Leone Rakaroi, né le 3 juillet 1965, est un ancien arbitre fidjien de football, qui a été arbitre international de 2002 à 2005. 

## Carrière
Il a officié dans des compétitions majeures : 
- Coupe d'Océanie de football 2002 (3 matchs)
- Coupe du monde de football des moins de 17 ans 2003 (2 matchs)
- Coupe d'Océanie de football 2004 (5 matchs dont la finale retour)